# Меттью Лонгстафф
Меттью Бен Лонгстафф (англ. Matthew Ben Longstaff, нар. 21 березня 2000, Ротергем) — англійський футболіст, півзахисник клубу «Ньюкасл Юнайтед» і юнацької збірної Англії.

## Клубна кар'єра
Народився 21 березня 2000 року в Ротергемі. Вихованець футбольної школи клубу «Ньюкасл Юнайтед». Грав за молодіжні команди клубу.
За головну команду «Ньюкасла» дебютував 28 серпня 2019 року грою проти «Лестер Сіті» у Кубку Футбольної ліги. А 6 жовтня того ж року дебютував і в іграх Прем'єр-ліги матчем проти «Манчестер Сіті». Відзначив свій дебют в англійській елітній лізі забитим голом, який став єдиним у грі і приніс перемогу його команді. Згодом це взяття воріт було визнано найкращим голом жовтня 2019 у Прем'єр-лізі.

## Виступи за збірну
14 листопада 2019 року дебютував у складі юнацької збірної Англії (U-20).

## Статистика виступів

### Статистика клубних виступів
Станом на 1 серпня 2020
| Сезон             | Команда           | Чемпіонат         | Чемпіонат | Чемпіонат | Національний кубок | Національний кубок | Національний кубок | Континентальні кубки | Континентальні кубки | Континентальні кубки | Інші змагання | Інші змагання | Інші змагання | Усього | Усього | Усього |
| Сезон             | Команда           | Ліга              | Ігор      | Голів     | Ліга               | Ігор               | Голів              | Ліга                 | Ігор                 | Голів                | Ліга          | Ігор          | Голів         | Ігор   | Голів  |        |
| ----------------- | ----------------- | ----------------- | --------- | --------- | ------------------ | ------------------ | ------------------ | -------------------- | -------------------- | -------------------- | ------------- | ------------- | ------------- | ------ | ------ | ------ |
| 2019–20           | «Ньюкасл Юнайтед» | ПЛ                | 9         | 2         | КА+КЛ              | 5+1                | 1+0                |                      | -                    | -                    |               | -             | -             | 12     | 3      |        |
| Усього за кар'єру | Усього за кар'єру | Усього за кар'єру | 7         | 2         |                    | 6                  | 1                  |                      | -                    | -                    |               | -             | -             | 12     | 3      |        |